# Liste des dirigeants des périphéries grecques
Pour un article plus général, voir Périphéries de la Grèce.
Cette page dresse la liste des dirigeants actuels des périphéries grecques.
Le 1er janvier 2011, et à la suite du programme Kallikratis, les périphéries sont devenues des collectivités locales et ont à leur tête un gouverneur (périphériarche) élu, la République monastique du mont Athos gardant son statut particulier.

## Dirigeants des régions
| Région                        | Statut           | Nom                                       | Depuis (le)        |
| ----------------------------- | ---------------- | ----------------------------------------- | ------------------ |
| Athos                         | Chef spirituel   | Bartholomée Ier                           | 22 octobre 1991    |
| Athos                         | Gouverneur civil | Aristos Kasmiroglou                       | 31 mai 2010        |
| Athos                         | Protos           | Hiéromoine Gervásios (Monastère d'Iveron) | 14 juin 2017       |
| Attique                       | Gouverneur       | Giórgos Patoúlis                          | 1er septembre 2019 |
| Crète                         | Gouverneur       | Stávros Arnaoutákis                       | 1er janvier 2011   |
| Égée-Méridionale              | Gouverneur       | Yórgos Chatzimárkos                       | 1er septembre 2019 |
| Égée-Septentrionale           | Gouverneur       | Kóstas Moutzoúris (el)                    | 1er septembre 2019 |
| Épire                         | Gouverneur       | Aléxandros Kachrimánis (el)               | 1er janvier 2011   |
| Grèce-Centrale                | Gouverneur       | Fánis Spanós (el)                         | 1er septembre 2019 |
| Grèce-Occidentale             | Gouverneur       | Nektários Farmákis (el)                   | 1er septembre 2019 |
| Îles Ioniennes                | Gouverneur       | Ródi Krátsa-Tsagaropoúlou                 | 1er septembre 2019 |
| Macédoine-Centrale            | Gouverneur       | Apóstolos Tzitzikóstas                    | 7 janvier 2013     |
| Macédoine-Occidentale         | Gouverneur       | Geórgios Kassapídis                       | 1er septembre 2019 |
| Macédoine-Orientale-et-Thrace | Gouverneur       | Chrístos Métios (el)                      | 1er septembre 2019 |
| Péloponnèse                   | Gouverneur       | Panagiótis Níkas (el)                     | 1er septembre 2019 |
| Thessalie                     | Gouverneur       | Konstantínos Agorastós (el)               | 1er janvier 2011   |

### Attique
| Nom | Nom                                 | Parti  | Dates              | Dates              |
| --- | ----------------------------------- | ------ | ------------------ | ------------------ |
|     | Ioánnis "Giánnis" Panagióti Sgourós | PASOK  | 1er janvier 2011   | 31 août 2014       |
|     | Réna Doúrou                         | SYRIZA | 1er septembre 2014 | 1er septembre 2019 |
|     | Giórgos Patoúlis                    | ND     | 1er septembre 2019 | En fonction        |

### Crète
| Nom | Nom                 | Parti | Dates            | Dates       |
| --- | ------------------- | ----- | ---------------- | ----------- |
|     | Stávros Arnaoutákis | PASOK | 1er janvier 2011 | En fonction |

### Épire
| Nom | Nom                    | Parti | Dates            | Dates       |
| --- | ---------------------- | ----- | ---------------- | ----------- |
|     | Aléxandros Kachrimánis | ND    | 1er janvier 2011 | En fonction |

### Grèce-Occidentale
| Nom | Nom                  | Parti | Dates              | Dates        |
| --- | -------------------- | ----- | ------------------ | ------------ |
|     | Apóstolos Katsifáras | PASOK | 1er janvier 2011   | 31 août 2019 |
|     | Nektários Farmákis   | ND    | 1er septembre 2019 | En fonction  |

### Îles Ioniennes
| Nom | Nom                       | Parti  | Dates              | Dates              |
| --- | ------------------------- | ------ | ------------------ | ------------------ |
|     | Spyrídon Pétrou Spýrou    | ND     | 1er janvier 2011   | 31 août 2014       |
|     | Theodoros Galiatsatos     | SYRIZA | 1er septembre 2014 | 1er septembre 2019 |
|     | Ródi Krátsa-Tsagaropoúlou | ND     | 1er septembre 2019 | En fonction        |

### Macédoine-Orientale-et-Thrace
| Nom | Nom                                      | Parti | Dates              | Dates           |
| --- | ---------------------------------------- | ----- | ------------------ | --------------- |
|     | Aristeídis "Áris" Athanasíou Giannakídis | PASOK | 1er janvier 2011   | 31 août 2014    |
|     | Geórgios Athanasíou Pavlídis             | ND    | 1er septembre 2014 | 20 octobre 2016 |
|     | Theódoros Alexíou Markópoulos            | ND    | 20 octobre 2016    | 7 novembre 2016 |
|     | Chrístos Métios                          | ND    | 7 novembre 2016    | En fonction     |

### Péloponnèse
| Nom | Nom                       | Parti | Dates              | Dates              |
| --- | ------------------------- | ----- | ------------------ | ------------------ |
|     | Pétros Panagióti Tatoúlis | PASOK | 1er janvier 2011   | 1er septembre 2019 |
|     | Panagiótis Níkas          | ND    | 1er septembre 2019 | En fonction        |

### Thessalie
| Nom | Nom                    | Parti | Dates            | Dates       |
| --- | ---------------------- | ----- | ---------------- | ----------- |
|     | Konstantínos Agorastós | ND    | 1er janvier 2011 | En fonction |